# 2-es busz (Tata)
A tatai 2-es jelzésű autóbusz a Vasútállomás és a Golf Hotel között közlekedik körjáratban. A járat helyett a 2G jelzésű autóbusz közlekedik a nyári tanszünetben. A viszonylatot a MÁV Személyszállítási Zrt. üzemelteti.

## Története
A 2019-es szolgáltatóváltás előtt is volt ilyen jelzésű járat, de nem ezen az útvonalon közlekedett. Akkoriban volt neki egy betétjárata is 2A jelzéssel, ami a szolgáltatóváltáskor megszűnt.
2025. április 1-jétől új megálló került az útvonalba Gerle köz néven, hogy jobban kiszolgálja a Fekete út térségét a viszonylat.
2025. június 21-étől augusztus 31-éig nem közlekedik, helyette a 2G jelzésű autóbusz közlekedik a nyári menetrend miatt.

## Útvonala
| Vasútállomás → Autóbusz-állomás → Kossuth tér → Golf Hotel → Vasútállomás |
| --- |
| Vasútállomás – Gesztenye fasor – Mikovényi utca – Almási utca – Május 1. út – Komáromi utca – Kossuth tér – Kocsi utca – Fekete út – Kocsi utca – Kossuth tér – Komáromi utca – Május 1. út – Oroszlányi utca – Új út – Bezerédi utca – Mikovényi utca – Gesztenye fasor – Vasútállomás |

## Megállóhelyei
A járat nem közlekedik a nyári tanszünetben, így az átszállási kapcsolatok a tanév közbeni érvényes menetrend szerint vannak feltüntetve
| 0  | 0  | Vasútállomás Végállomás        | 1, 1M, 1R, 1T, 4, 4T, 6, 6T, 9, 9A, 9M 8462, 8706 S10 G10 IC, gyorsvonat, expresszvonat |
| 2  | 2  | Gesztenye fasor                | 4, 4T, 6, 6T |
| 3  | 3  | Mikovényi utca                 | 4, 4T, 6, 6T |
| 4  | 4  | Bajcsy-Zsilinszky utca         | |
| 5  | 5  | Városközpont                   | 1, 1M, 1R, 1T, 4, 4T, 5, 5T, 6, 6T, 7, 8, 8B, 9, 9M 804, 814, 8400, 8406, 8462, 8463, 8465, 8466, 8467, 8472, 8700, 8706, 8716 1824, 1841                                                                                                |
| 8  | 7  | Autóbusz-állomás (Május 1. út) | Helyben: 1, 1M, 1R, 1T, 4, 4T, 5, 5T, 6, 6T, 7, 7A, 8, 8B, 9, 9M Autóbusz-állomáson: 3 804, 814, 8400, 8402, 8406, 8462, 8463, 8465, 8466, 8467, 8472, 8479, 8574, 8587, 8594, 8700, 8706, 8716, 8726, 8727, 8736, 8740 1824, 1841, 1850 |
| 11 | 9  | Május 1. út                    | 1, 1M, 1R, 1T, 4, 4T, 5, 5T, 6, 6T, 7, 8, 8B, 9, 9M 8465, 8466, 8479, 8726, 8727 |
| 13 | 11 | Kossuth tér                    | 1, 1M, 1R, 1T, 4, 4T, 5, 5T, 6, 6T, 7, 8, 8B, 9, 9M 8402, 8472, 8574, 8587, 8594, 8736, 8740 1850 |
| 15 | 13 | Móricz Zsigmond tér            | |
| 16 | 14 | Fácánoskert lakópark           | |
| 17 | 15 | Hotel Gottwald                 | |
| 18 | 16 | Margit utca                    | |
| 19 | 17 | Golf Hotel                     | |
| 21 | 19 | Gerle köz                      | |
| 25 | 23 | Kossuth tér                    | 1, 1M, 1R, 1T, 4, 4T, 5, 5T, 6, 6T, 7, 8, 8B, 9, 9M 8402, 8472, 8574, 8587, 8594, 8736, 8740 1850 |
| 27 | 25 | Május 1. út                    | 1, 1M, 1R, 1T, 4, 4T, 5, 5T, 6, 6T, 7, 8, 8B, 9, 9M 8465, 8466, 8479, 8726, 8727 |
| 29 | 27 | Autóbusz-állomás (Május 1. út) | Helyben: 1, 1M, 1R, 1T, 4, 4T, 5, 5T, 6, 6T, 7, 7A, 8, 8B, 9, 9M Autóbusz-állomáson: 3 804, 814, 8400, 8402, 8406, 8462, 8463, 8465, 8466, 8467, 8472, 8479, 8574, 8587, 8594, 8700, 8706, 8716, 8726, 8727, 8736, 8740 1824, 1841, 1850 |
| ∫  | 30 | Városközpont                   | 1, 1M, 1R, 1T, 4, 4T, 5, 5T, 6, 6T, 7, 8, 8B, 9, 9M 804, 814, 8400, 8406, 8462, 8463, 8465, 8466, 8467, 8472, 8700, 8706, 8716 1824, 1841                                                                                                |
| 31 | 33 | Új út                          | 4, 4T, 6, 6T |
| 33 | 35 | Mikovényi utca                 | 4, 4T, 6, 6T |
| 34 | 36 | Gesztenye fasor                | 4, 4T, 6, 6T |
| 36 | 38 | Vasútállomás Végállomás        | 1, 1M, 1R, 1T, 4, 4T, 6, 6T, 9, 9A, 9M 8462, 8706 S10 G10 IC, gyorsvonat, expresszvonat |

## Külső hivatkozások
- Vonalhálózati térképek. Volánbusz. (Hozzáférés: 2024. július 7.)
- Vonalhálózati térképek. MÁV-csoport. (Hozzáférés: 2025. január 28.)